# 方岳貢
方岳貢（1597年—1644年），字四長，號禹修，湖廣襄陽府穀城縣人，明朝政治人物。

## 生平
天啟元年（1621年）辛酉科湖廣鄉試第十七名舉人，二年（1622年）中式壬戌科會試第五十一名，二甲第七十名進士。禮部觀政，授戶部廣東司主事，五年（1625年）管祿米倉，六年（1626年）升郎中，管永平糧儲，以廉潔謹慎著稱，七年（1627年）出為松江府知府，任內捕殺盜賊、築造海堤、救荒助役、修學課士，政績卓著，崇禎十三年（1640年）吏部尚書薛國觀被罷職後，其親信中書舍人王陛彥素來與方岳貢不合，誣陷方岳貢賄賂薛國觀三千金，方岳貢下獄，士民爭相為其訟冤，巡撫黃希親自為其辯解，經少詹事蔣德璟在崇禎帝面前提及，得以平反。
同年起為山東按察司副使兼山東布政使司右參議，總理江南糧儲，監督漕糧按時抵達通州，崇禎帝大喜，召見賜食，十六年（1643年）任都察院左副都御史兼東閣大學士。
崇禎十七年（1644年）二月升戶兵二部尚書兼文淵閣大學士，總督漕運屯田練兵諸務，駐濟寧州，未成行，同年三月李自成攻陷京師，與禮部左侍郎兼東閣大學士丘瑜同被俘，囚禁在劉宗敏居所，李自成部屬向二人勒索白銀，方岳貢素來清廉，家貧無錢，有松江府商人為二人繳付千金，四月初一日獲釋，四月十二日李自成殺害吏部尚書兼建極殿大學士陳演等，命監守者殺害二人，監守者準備繩索，二人均自縊而亡。

## 家族
曾祖方濂；祖父方直。兄方岳朝。

## 評價
陳盟雪《崇禎內閣行略》評價曰：「岳貢潔己自好，表率僚屬，東南至今稱之。崇禎間，久任獎廉，岳貢足以當之。賊至，刑拷無以應，然猶與演同被誅戮，傷哉！其時以逋負淹滯者猶不乏人，岳貢為最。」

## 延伸阅读
[在维基数据编辑]
 《明史卷二百五十一》，出自《明史》

| 官衔          | 官衔                          | 官衔        |
| ------------- | ----------------------------- | ----------- |
| 前任： 仇時古 | 明朝松江府知府 1627年－1640年 | 繼任： 陳亨 |